# Comunitat Andina de Nacions
La Comunitat Andina de Nacions (CAN) és una organització internacional fundada el 26 de maig de 1969 i composta pel conjunt d'institucions i òrgans de coordinació anomenat Sistema Andí d'Integració (SAI). Aquest conjunt està encarregat d'aprofundir la integració de la subregió andina, promoure la seva projecció exterior i enfortir tot aquest procés. Bàsicament, és un instrument multilateral de coordinació i cohesió econòmica.
La Comunitat Andina de Nacions i el Mercosur són els dos blocs comercials més importants de l'Amèrica del Sud. El 1999 aquestes dues organitzacions van iniciar les negociacions per tal d'unificar-se i crear una àrea de lliure comerç sud-americana. El 8 de desembre del 2004 es va anunciar que la unió seria anomenada Comunitat Sud-Americana de Nacions, actualment Unió de Nacions Sud-americanes (UNASUR). Per mitjà de diversos acords comercials, i d'una proposta d'integració energètica (petroliera i de gas natural), ambdós blocs comercials el 2005 han començat a unificar les seves economies. La UNASUR també és una proposta alternativa a la creació de l'Àrea de Lliure Comerç de les Amèriques (ALCA) proposada pels Estats Units.

## Membres de la Comunitat Andina
Conformada amb la subscripció de l'Acord de Cartagena, integrada actualment per Bolívia, Colòmbia, l'Equador i el Perú, van sortir-ne per raons polítiques el Xile de Pinochet en 1976 i la Venezuela de Chávez en 2006.
| Països membres  |
| --------------- |
| Bolívia (1969)  |
| Colòmbia (1969) |
| Equador (1969)  |
| Perú (1969)     |

| Països associats |
| ---------------- |
| Argentina        |
| Brasil           |
| Paraguai         |
| Uruguai          |
| Xile (2006)      |

| Xile Fou fundador de la CAN en 1969, retirant-se de ella en 1976 i tornant a unir-se en el 2006 (com a membre associat). |

| Països observadors |
| ------------------ |
| Mèxic              |
| Panamà             |

| Bolívia Presenta formalment la petició de ser membre ple del Mercosur a mitjan desembre de 2006, sense retirar-se de la CAN. |

| Veneçuela Ingresó a la CAN en 1973. Anuncià el seu retir en 2006 degut als T.L.C que signaren Colòmbia i Perú amb els EUA |

## Història
- El marc de desenvolupament de la Comunitat Andina s'establí en 1969 amb la subscripció de l'Acord de Cartagena.
- En 1973 Veneçuela es vincula al Pacte Andí.
- En 1976, Augusto Pinochet anuncia el retir de Xile del Pacte Andí adduint incompatibilitats econòmiques.[cal citació]
- En 1979, se signa un tractat que crea el Tribunal Andí de Justícia,[5] el Parlament Andí[6] i el Consell Andí de Ministres de Relacions Exteriors.[7]
- En 1991, els presidents aproven la política de Cels Oberts i intensifiquen la integració subregional.
- En 1992, el Perú temporalment suspèn la seua pertinença sota el programa d'Alliberament.
- En 1993, la Zona de Lliure Comerç entre Bolívia, Colòmbia, Equador i Veneçuela entra en funcionament.
- En 1994, s'aprova l'Aranzel Extern Comú.
- En 1997, s'assoleix un acord amb Perú per a la incorporació gradual d'aqueix país a la Zona Andina de Lliure Comerç Andina.
- El 19 d'abril de 2006, el president, Hugo Chávez, anuncia el retir de Veneçuela de la Comunitat Andina de Nacions. L'argument del seu retir foren els Tractats de Lliure Comerç subscrits per Perú amb els Estats Units, considerats contraris a la normativa i institucions de la CA.
- El 20 de setembre de 2006, el Consell Andí de Cancellers, reunit en Nova York, aprova la reincorporació de Xile a la CA com membre associat.

## Organització del Sistema Andí d'Integració
Té com finalitat permetre una coordinació efectiva entre si, tant econòmicament com en l'aspecte polític i social.

### Principals organismes
- Consell Presidencial Andí (Màxima reunió dels Caps d'Estat). Creat en 1991.

El Consell Presidencial Andí és el màxim òrgan del Sistema Andí d'Integració i està conformat pels Caps d'Estat dels països membres de l'Acord de Cartagena. Emet directrius que han de ser executades per la resta d'institucions i òrgans. Funciona com òrgan intergovernamental orientat a coordinar les diverses voluntats de cadascun dels estats membres. Es reuneix de forma ordinària una vegada a l'any.
Són funcions del Consell Presidencial definir la política d'integració, orientar accions en assumptes d'interès de la Subregió, avaluar el desenvolupament de la integració, emetre pronunciaments i examinar totes les qüestions i assumptes relatius a la integració.
- Consell Andí de Ministres de Relacions Exteriors (Reunió de Política Exterior de la Comunitat)

El Consell Andí de Ministres de Relacions Exteriors està conformat pels Ministres de Relacions Exteriors de cadascun dels països membres, pel que funciona com òrgan de tipus inter-governamental o de coordinació.
Té competències en matèria de relacions exteriors, tant en la coordinació de les polítiques exteriors de cada membre que afecten a la subregió com en la mateixa política exterior de l'organització internacional com subjecte de dret internacional. Altres òrgans com la Comissió de la Comunitat Andina, tenen també atribuïdes competències en exterior per a les seues respectives àrees.
Són funcions del Consell Andí de Ministres de Relacions Exteriors formular la política exterior dels països membres en els assumptes que siguen d'interès subregional, complir les directrius del Consell en matèria exterior, subscriure Acords amb països o organitzacions terceres, coordinar la posició conjunta dels països membres en fòrums i negociacions internacionals i representar a la Comunitat Andina en els assumptes i actes d'interès comú.
- Comissió de la Comunitat Andina (Òrgan normatiu)

La Comissió és l'òrgan més detingudament regulat en el Tractat Constitutiu de la Comunitat Andina, l'Acord de Cartagena. Està format per representant plenipotenciaris nomenats pels governs de cadascun dels països membres. Les seues funcions estan totes relacionades amb l'objectiu de lliure mercat dins de la subregió andina. A diferència dels Òrgans anteriors, en la comissió els assumptes es decideixen per majoria absoluta dels seus membres, i no d'unanimitat. Aquest mecanisme ofereix una flexibilitat major per a arribar a resolucions importants sense el bloqueig d'algun dels membres. Atès que són només tres els països que formen la Comunitat Andina almenys dues d'ells han d'estar d'acord per a traure una decisió de la Comissió avant.
La Comissió es reuneix tres vegades a l'any i la seua assistència és considerada com obligatòria (art. 24 Acord de Cartagena).
- Secretaria General de la CA (Seu en Lima, el Perú. Secretari General). Creada a l'agost de 1997 com organisme executiu i tècnic. Té majors atribucions que la Junta de l'Acord de Cartagena que va funcionar entre 1969-1997
- . Tribunal de Justícia Andí (Òrgan jurisdiccional). Creat en 1996, entrant en funcions en 1999. Reformat el 2001.
- Parlament Andí (Seu en Bogotá. (Poder legislatiu). Creat el 25 d'octubre de 1979. L'abril del 1997 és l'organisme deliberant de la Comunitat.[6]

El Parlament Andí està format per parlamentaris nacionals de cadascun dels països membres, pel que són triats d'una forma indirecta. El Parlament té funcions de tipus consultiu més que executives, pel que té un poder limitat dins de la Comunitat Andina. La seua seu permanent se situa en Santafé de Bogotà (Colòmbia).

### Altres organismes
- Corporació Andina de Foment
- Fons Llatinoamericà de Reserves
- Consell Consultiu Laboral Andí
- Consell Consultiu Empresarial Andí
- Universitat Andina Simón Bolívar
- Organisme Andí de Salut- Conveni Hípólito Unanue

## Lliure trànsit de persones
Des del 2003, els ciutadans dels quatre països de la Comunitat Andina poden ingressar sense passaport a qualsevol d'ells, amb la sola presentació del seu respectiu document d'identitat.

### Passaport Andí
El Passaport Andí fou creat per mitjà de la Decisió 504 en juny de 2001. La Decisió 504 disposa que la seua expedició es base en un model uniforme que continga característiques mínimes harmonitzades quant a nomenclatura i a elements de seguretat. El document és actualment expedit per Equador, el Perú, Bolívia i Colòmbia. Veneçuela també arribà a expedir el Passaport Andí fins a 2006, any en el qual se desincorporà de la Comunitat Andina. Per açò, existeixen encara ciutadans veneçolans que posseeixen un passaport d'aquest model, els quals continuen sent vàlids fins a la seua respectiva data d'expiració.